# كارلوس بايز
كارلوس بايز (بالإسبانية: Carlos Báez)‏ هو لاعب كرة قدم ومدرب كرة قدم إسباني في مركز الدفاع، ولد في 12 يونيو 1982 في شلمنقة في إسبانيا. شارك مع منتخب باراغواي لكرة القدم. أما مع النوادي، فقد لعب مع أرسنال ساراندي وإنديبندينتي وسيرو بورتينيو ونادي أوهيجينس.

## وصلات خارجية
- كارلوس بايز على موقع قاعدة بيانات كرة القدم.إي يو (الإنجليزية)
- كارلوس بايز على موقع ناشيونال فوتبول تيمز (الإنجليزية)
- كارلوس بايز على موقع Soccerway.com (الإنجليزية)